# 3042 Зелінський
3042 Зелінський (3042 Zelinsky) — астероїд головного поясу, відкритий 1 березня 1981 року.
Тіссеранів параметр щодо Юпітера — 3,573.